# Петрівська сільська рада (Білгород-Дністровський район)
Петрі́вська сільська́ ра́да — колишня адміністративно-територіальна одиниця та орган місцевого самоврядування в Білгород-Дністровському районі Одеської області. Адміністративний центр — село Петрівка.

## Загальні відомості
Петрівська сільська рада утворена в 1965 році.
- Територія ради: 35,3 км²
- Населення ради: 1 031 особа (станом на 2001 рік)

## Населені пункти
Сільській раді підпорядковані населені пункти:
- с. Петрівка

## Населення
За переписом населення 2001 року в селі мешкало 1028 осіб.

### Мова
Розподіл населення за рідною мовою за даними перепису 2001 року:
| Мова       | Відсоток |
| ---------- | -------- |
| українська | 91,95 %  |
| російська  | 3,88 %   |
| молдовська | 3,78 %   |
| білоруська | 0,1 %    |
| болгарська | 0,1 %    |
| гагаузька  | 0,1 %    |

## Склад ради
Рада складається з 16 депутатів та голови.
- Голова ради:
- Секретар ради: Щербина Неля Анатоліївна

### Керівний склад попередніх скликань
| Прізвище, ім'я, по батькові    | Основні відомості                                    | Дата обрання | Дата звільнення |
| ------------------------------ | ---------------------------------------------------- | ------------ | --------------- |
| Шепельська Ольга Костянтинівна | Сільський голова, 1968 року народження, позапартійна | 26.03.2006   | 31.10.2010      |

Примітка: таблиця складена за даними сайту Верховної Ради України

### Депутати
За результатами місцевих виборів 2010 року депутатами ради стали:

#### За суб'єктами висування
| Суб'єкт висування                 | Кількість обраних депутатів | %    |
| --------------------------------- | --------------------------- | ---- |
| Партія регіонів                   | 11                          | 68,8 |
| Політична партія «Сильна Україна» | 2                           | 12,5 |
| Самовисування                     | 2                           | 12,5 |
| Народна партія                    | 1                           | 6,3  |

#### За округами
| № округу                          | Прізвище, ім'я, по батькові    | Дата визнання обраним | Освіта             | Партійна приналежність                  | Відомості про обраного депутата                                                            |
| --------------------------------- | ------------------------------ | --------------------- | ------------------ | --------------------------------------- | ------------------------------------------------------------------------------------------ |
| Народна Партія                    |                                |                       |                    |                                         |                                                                                            |
| 15                                | Щербина Неля Анатоліївна       | 03.11.2010            | вища               | член Народної партії                    | Петрівська сільська рада, секретар                                                         |
| Партія регіонів                   |                                |                       |                    |                                         |                                                                                            |
| 1                                 | Щербина Тамара Костянтинівна   | 03.11.2010            | вища               | член Партії регіонів                    | пенсіонер                                                                                  |
| 2                                 | Євдошенко Сніжана Анатоліївна  | 03.11.2010            | вища               | член Партії регіонів                    | Петрівська сільська рада, землевпорядник                                                   |
| 3                                 | Куртєєва Лідія Дмитрівна       | 03.11.2010            | незакінчена вища   | член Партії регіонів                    | сільська бібліотека, бібліотекар                                                           |
| 5                                 | Гідерим Інна Андріївна         | 03.11.2010            | середня спеціальна | член Партії регіонів                    | приватний підприємець                                                                      |
| 8                                 | Коваленко Іван Дмитрович       | 03.11.2010            | середня спеціальна | член Партії регіонів                    | пенсіонер                                                                                  |
| 9                                 | Біленко Тетяна Володимирівна   | 03.11.2010            | середня спеціальна | член Партії регіонів                    | Петрівська ветеринарна лікарня, ветеринар                                                  |
| 10                                | Сердюк Оксана Олександрівна    | 03.11.2010            | середня спеціальна | член Партії регіонів                    | Старокозацька лікарня, медсестра                                                           |
| 11                                | Скорич Віктор Іванович         | 03.11.2010            | середня спеціальна | член Партії регіонів                    | пенсіонер                                                                                  |
| 12                                | Журавель Максим Юрійович       | 03.11.2010            | середня спеціальна | член Партії регіонів                    | пенсіонер                                                                                  |
| 14                                | Бурдух Наталя Василівна        | 03.11.2010            | вища               | позапартійна                            | Петрівська загальноосвітня школа І-ІІ ст., заступник директора з навчально-виховної роботи |
| 16                                | Берлінський Василь Федорович   | 03.11.2010            | середня спеціальна | член Партії регіонів                    | пенсіонер                                                                                  |
| Політична партія «Сильна Україна» |                                |                       |                    |                                         |                                                                                            |
| 4                                 | Величко Олександра Іванівна    | 03.11.2010            | вища               | член Політичної партії «Сильна Україна» | Петрівська загальноосвітня школа І-ІІ ст., педагог-організатор                             |
| 7                                 | Чумаченко Олександр Іванович   | 03.11.2010            | незакінчена вища   | член Політичної партії «Сильна Україна» | Петрівська загальноосвітня школа І-ІІ ст., завгосп                                         |
| Самовисування                     |                                |                       |                    |                                         |                                                                                            |
| 6                                 | Вихрастюк Микола Олександрович | 03.11.2010            | вища               | позапартійний                           | Старокозацький ліцей, заступник директора                                                  |
| 13                                | Чабан Валентин Антонович       | 03.11.2010            | середня спеціальна | позапартійний                           | Петрівська сільська рада, начальник громадського формування                                |